# 壬生寺 (栃木県壬生町)
壬生寺（みぶじ）は、栃木県下都賀郡壬生町大師町（だいしちょう）にある天台宗の寺院である。山号は紫雲山（しうんざん）。本尊は不動明王。慈覚大師円仁誕生の地として伝えられる。

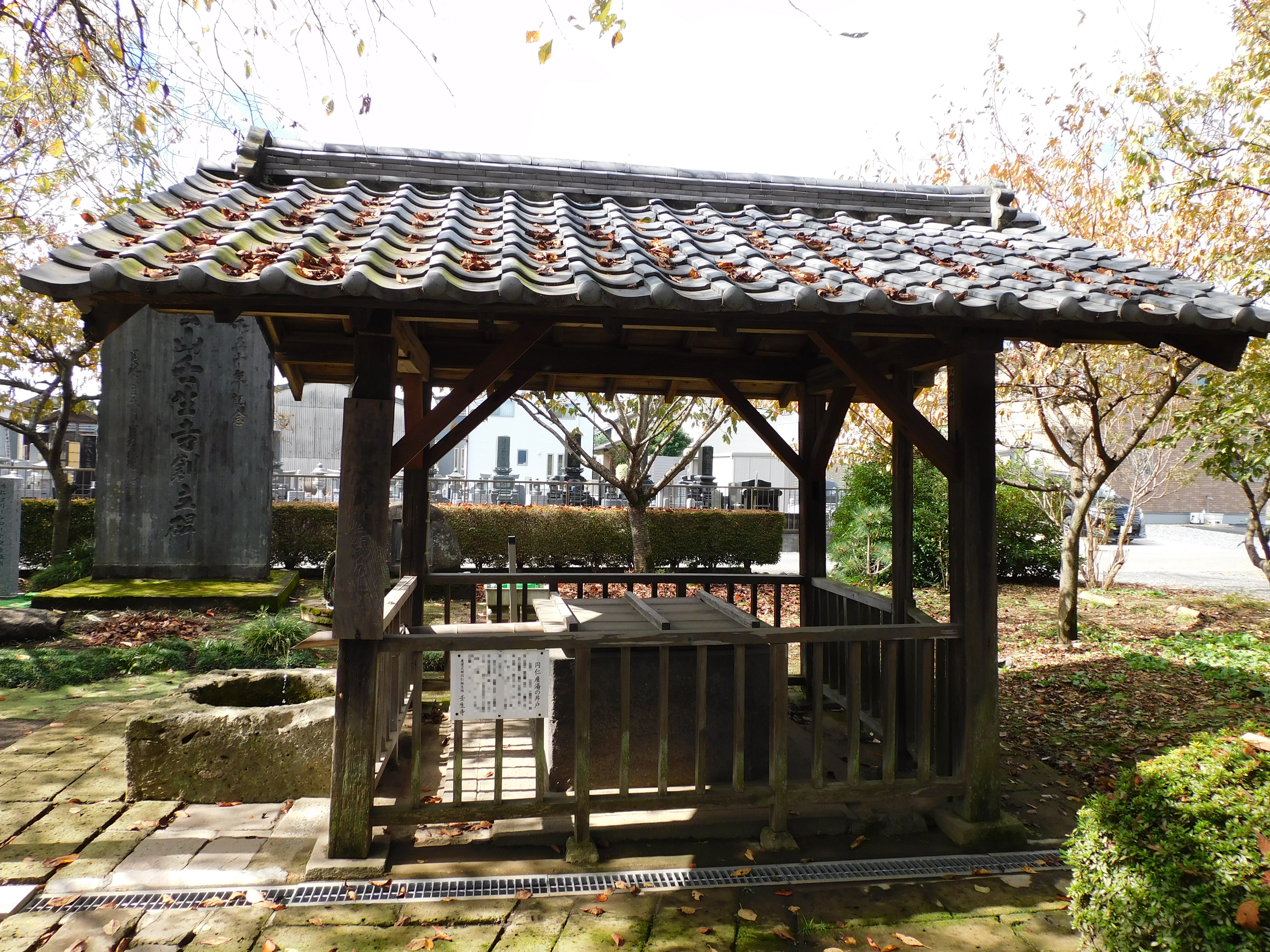
円仁産湯の井戸
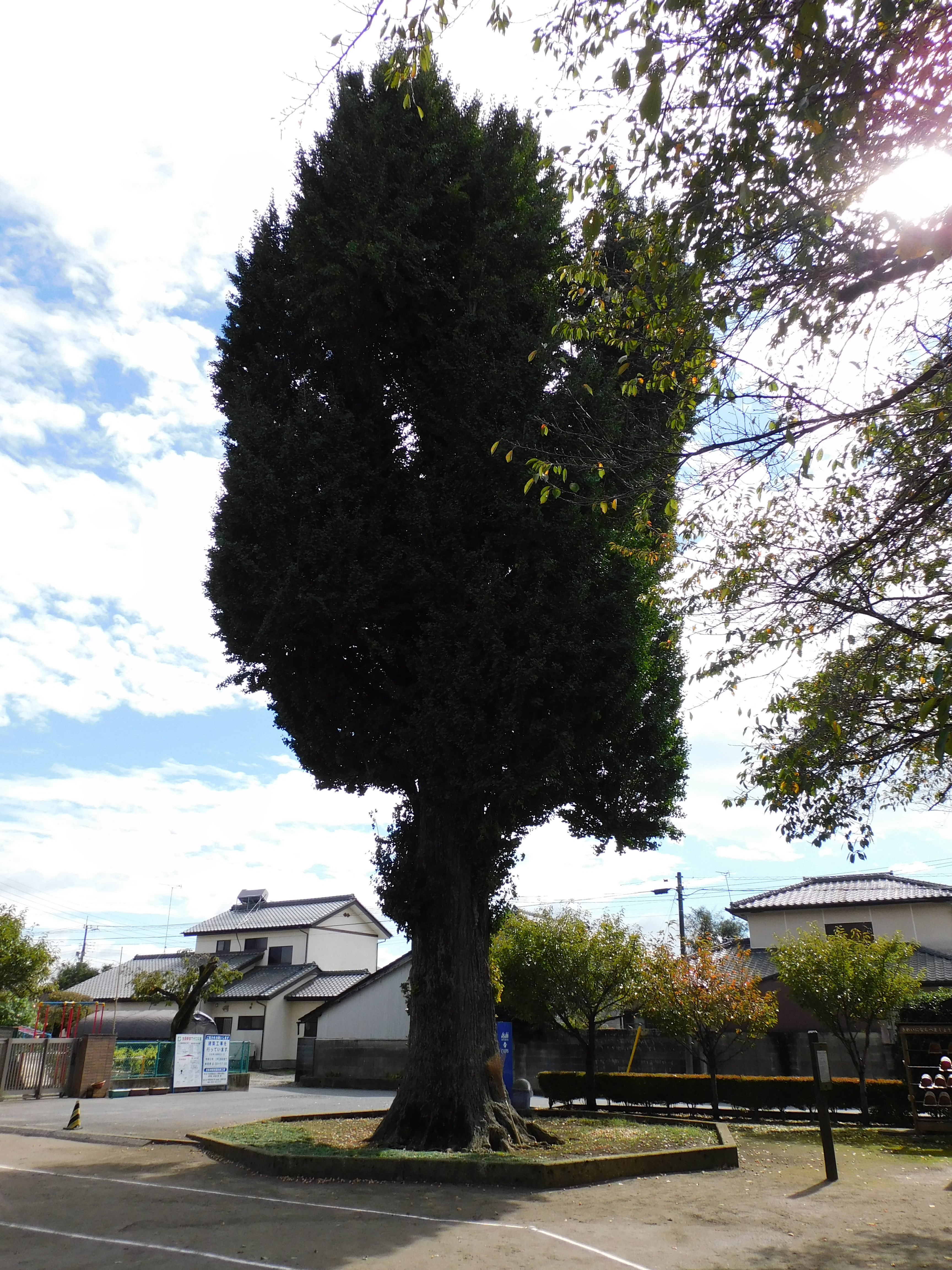
壬生寺のイチョウ（栃木県天然記念物）

## 交通アクセス
- 東武宇都宮線壬生駅から徒歩20分
- 北関東自動車道 壬生ICから車で5分